# Vuelo Fidji
Vuelo Fidji es un grupo musical de corriente pop-alternativa con trasfondo rock. Se formó en 2008 bajo el nombre El Rincón de los Sueños y en 2018 tras algunos cambios en los miembros del equipo, el grupo pasó a llamarse Vuelo Fidji.

## Historia
El origen de la banda se remonta a 2008, bajo el nombre El Rincón de los Sueños. Inicialmente el grupo estaba formado por Toño Cabañero, José María Sánchez, Agustín Ruescas y Gregorio Ruescas, los cuales participaron en la creación de las primeras maquetas del grupo, que serían la base de su primer disco. En 2018, tras el lanzamiento de sus tres primeros álbumes y algunos cambios entre los miembros del equipo, se reinventaron bajo el nombre Vuelo Fidji con nuevos sonidos y un estilo musical más potente.

## Discografía

### Discos de estudio
- Aprendiz del recuerdo (2011)
- Maldita sea (2014)
- Mi mejor casualidad (2015)
- Bestias fugaces (2019)
- Safari Selva (2025)

### EP
- Decisiones (2010)
- Destino y Choque (2024)
- Conspiración (2024)
- MMC (Mi Mejor Casualidad) (2025)